# فیل کمبل (آلاباما)
فیل کمبل (انگلیسی: Phil Campbell؛ ‏تلفظ: ‎/ˈkæmbəl/‎)  شهری در شهرستان فرانکلین ایالت آلاباما است که مساحت آن ۱۰٫۵۷ کیلومتر مربع است و در سرشماری سال ۲۰۱۰ میلادی، ۱٬۱۴۸ نفر جمعیت داشته و تراکم جمعیتی آن، ۱۰۸٫۶۱ نفر در هر کیلومتر مربع بوده است.